# HMCS Ottawa (341)
HMCS Ottawa (341) je kanadská vrtulníková fregata, která byla roku 1996 uvedena do služby. Jedná se o poslední jednotku třídy Halifax.

## Stavba
Stavba fregaty Ottawa byla roku 1995 zahájena v loděnici Saint John Shipbuilding. O rok později byla loď spuštěna na vodu a dne 28. září 1996 byla Ottawa přijata do služby.

## Galerie

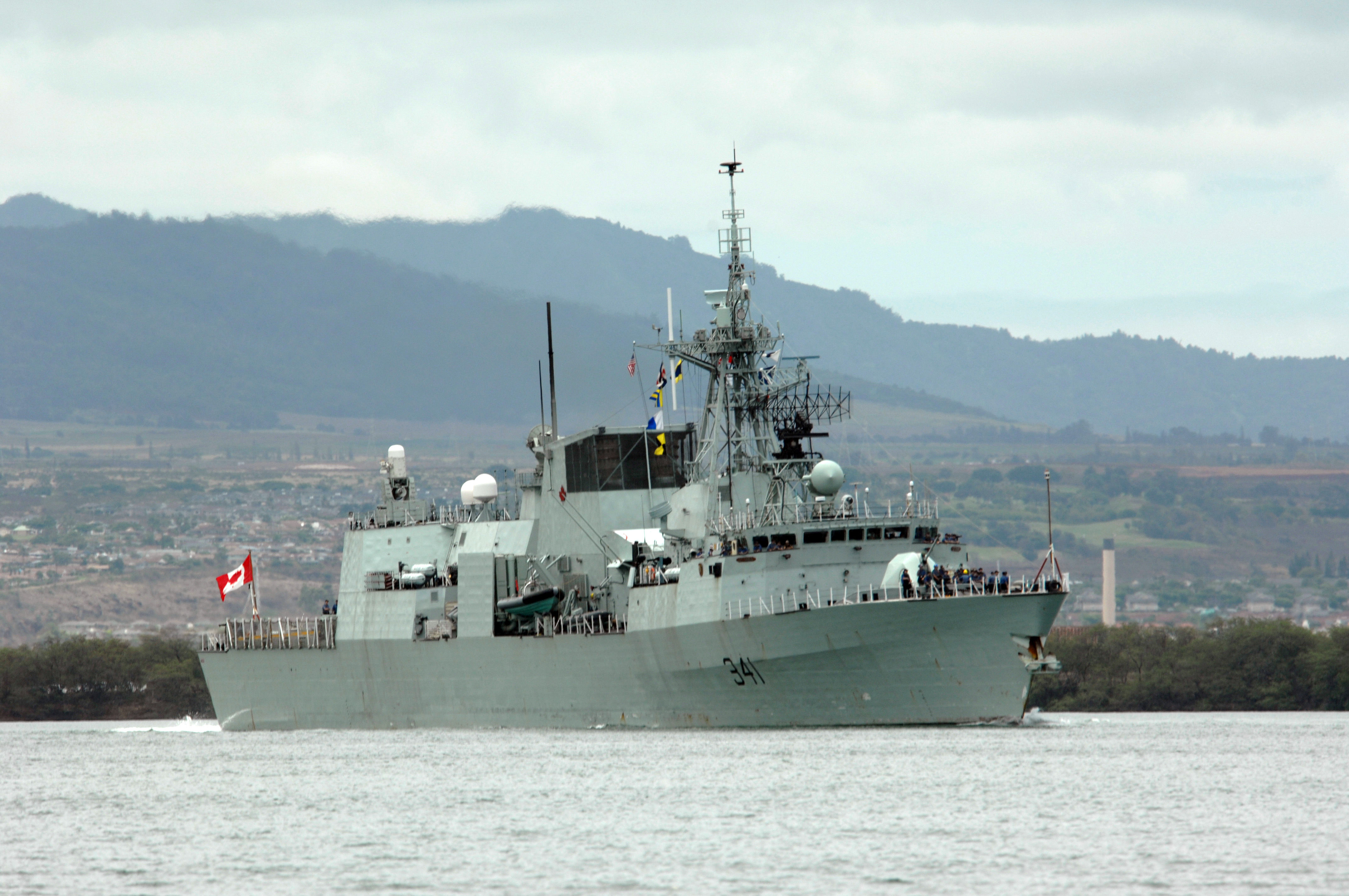
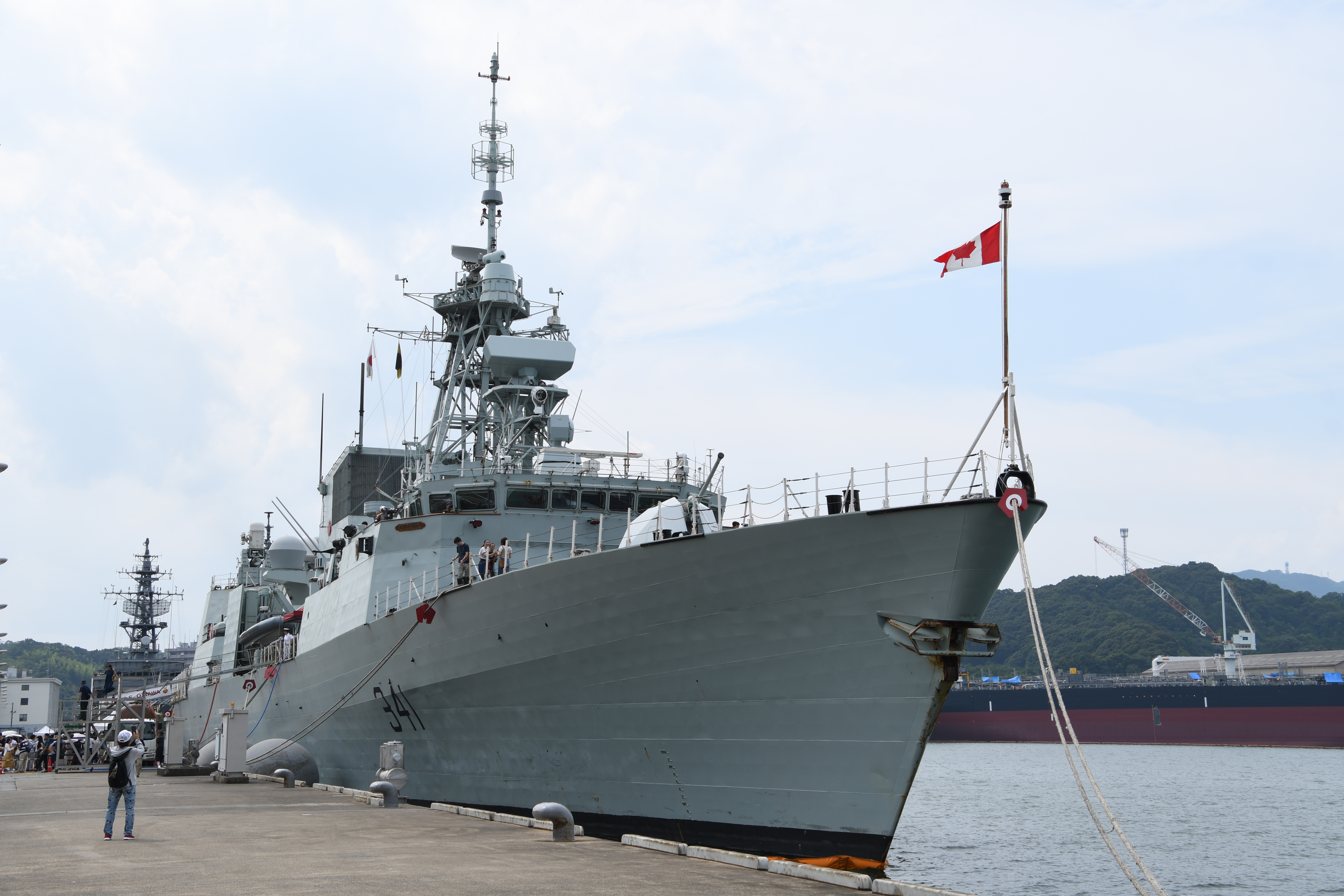
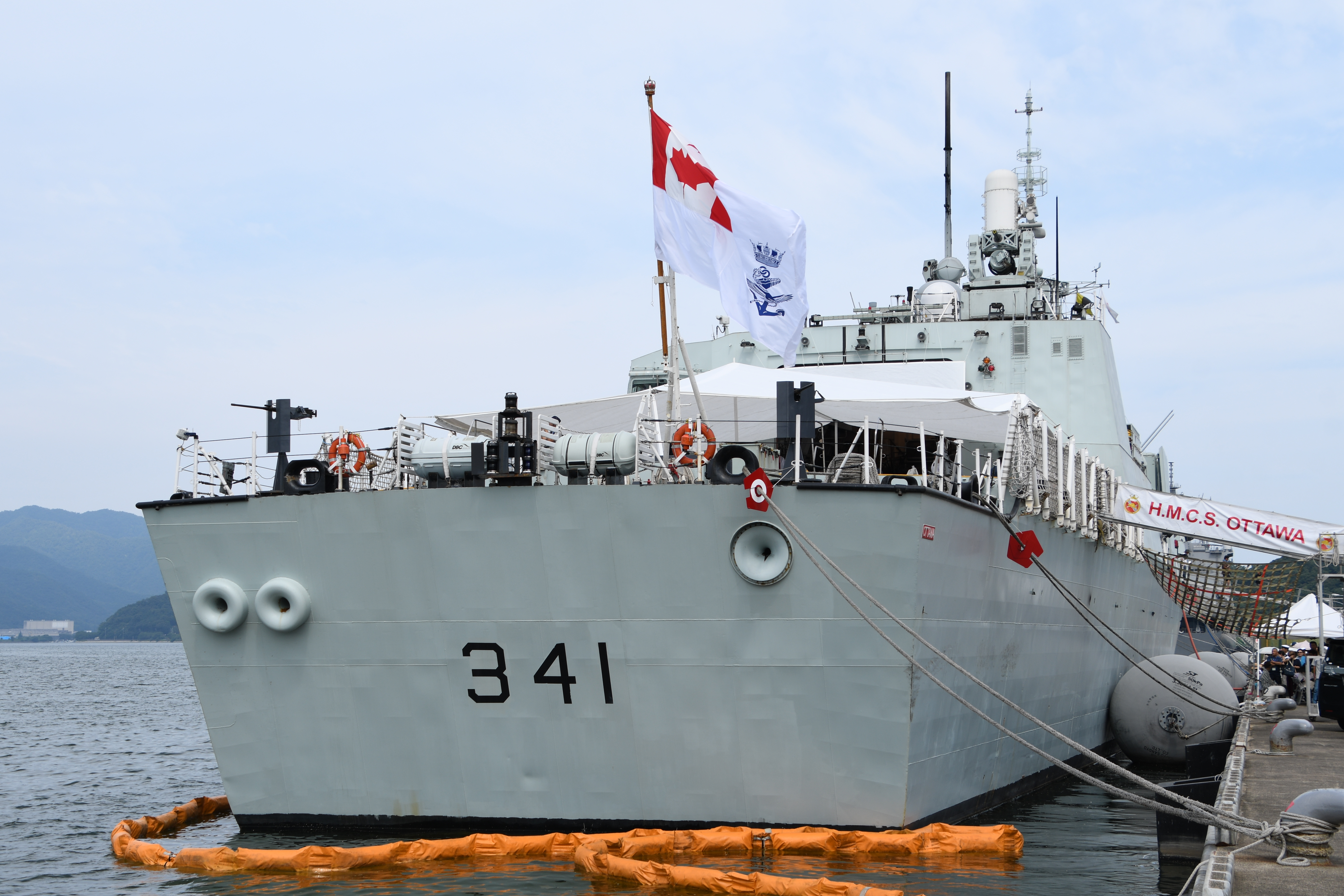
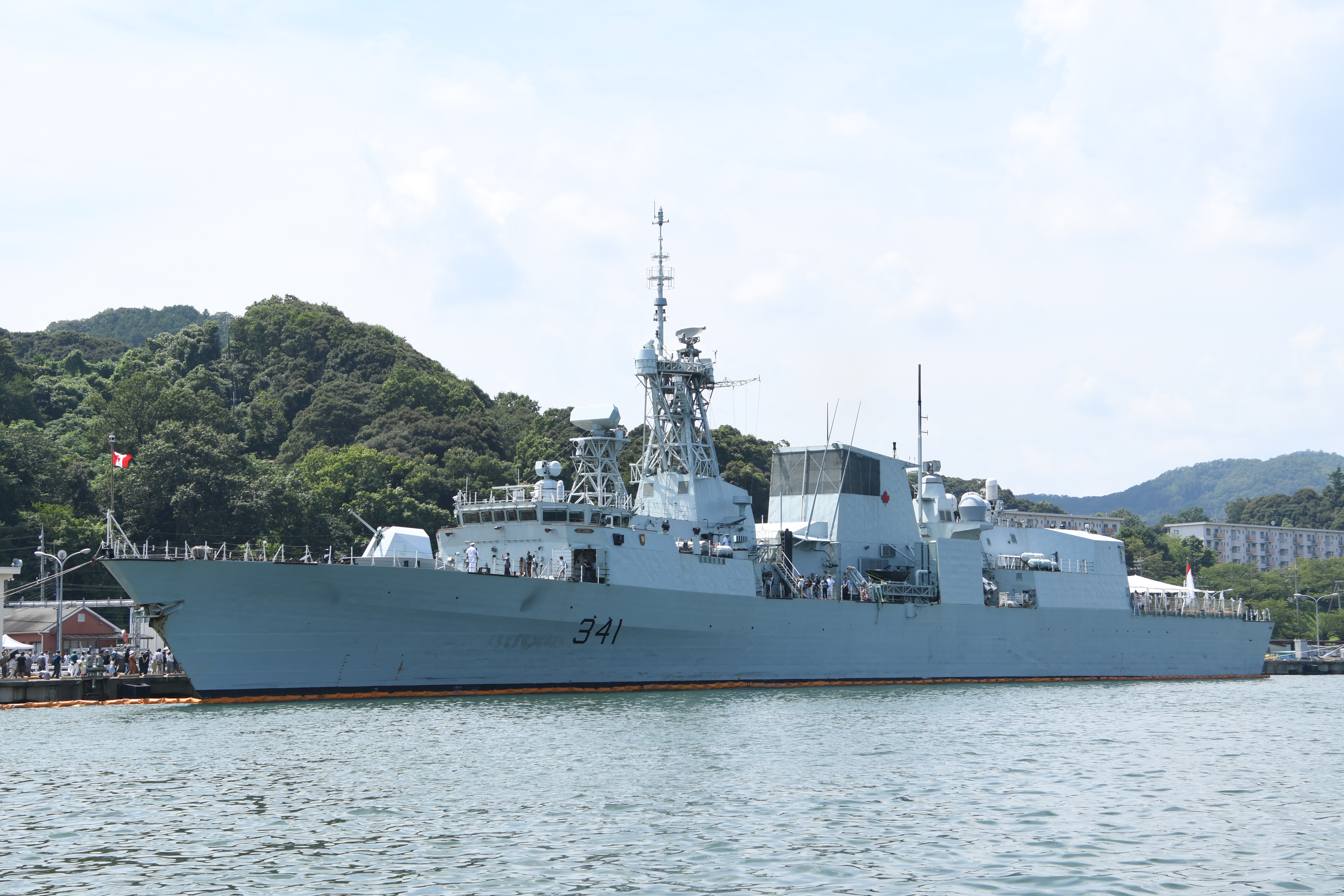
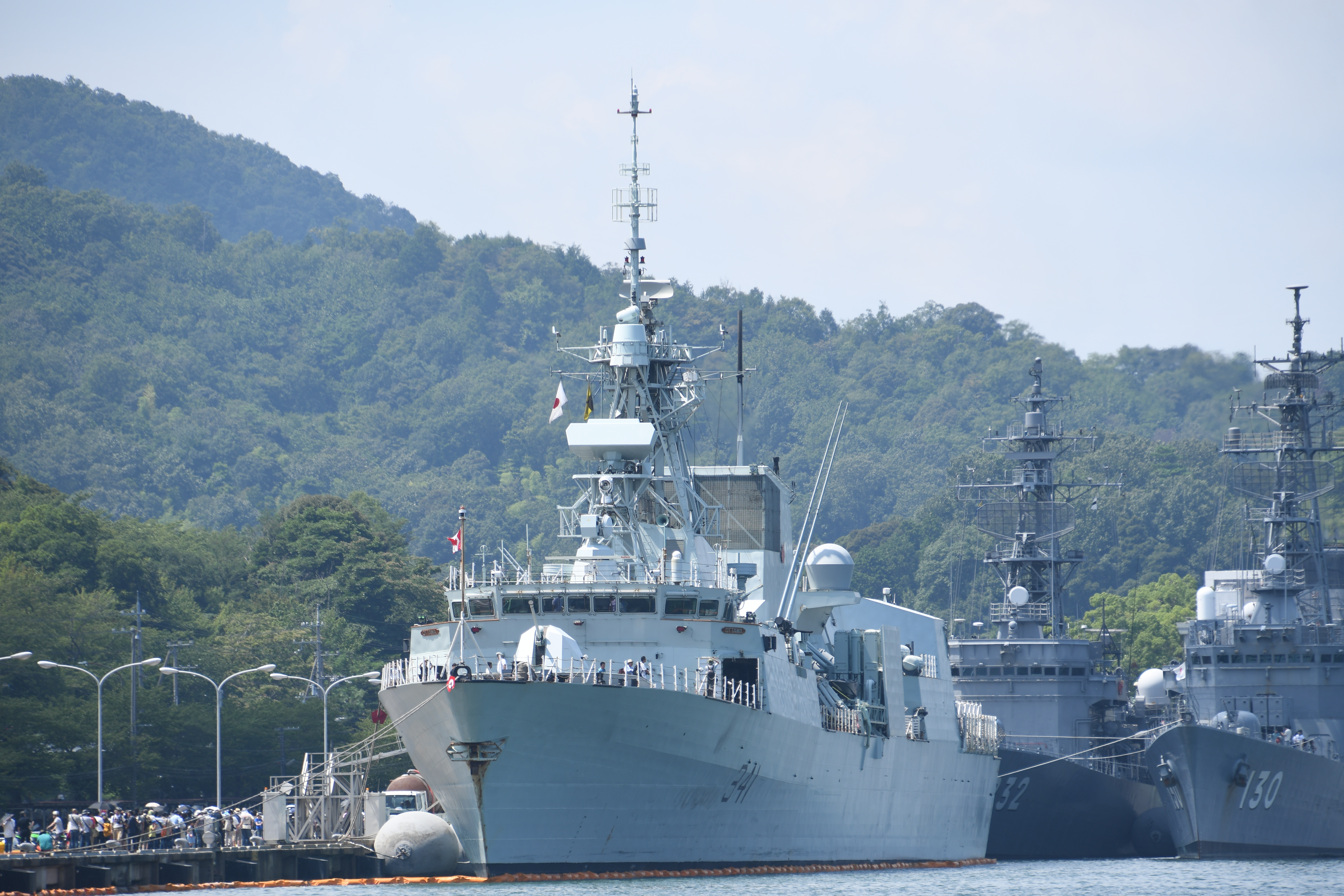
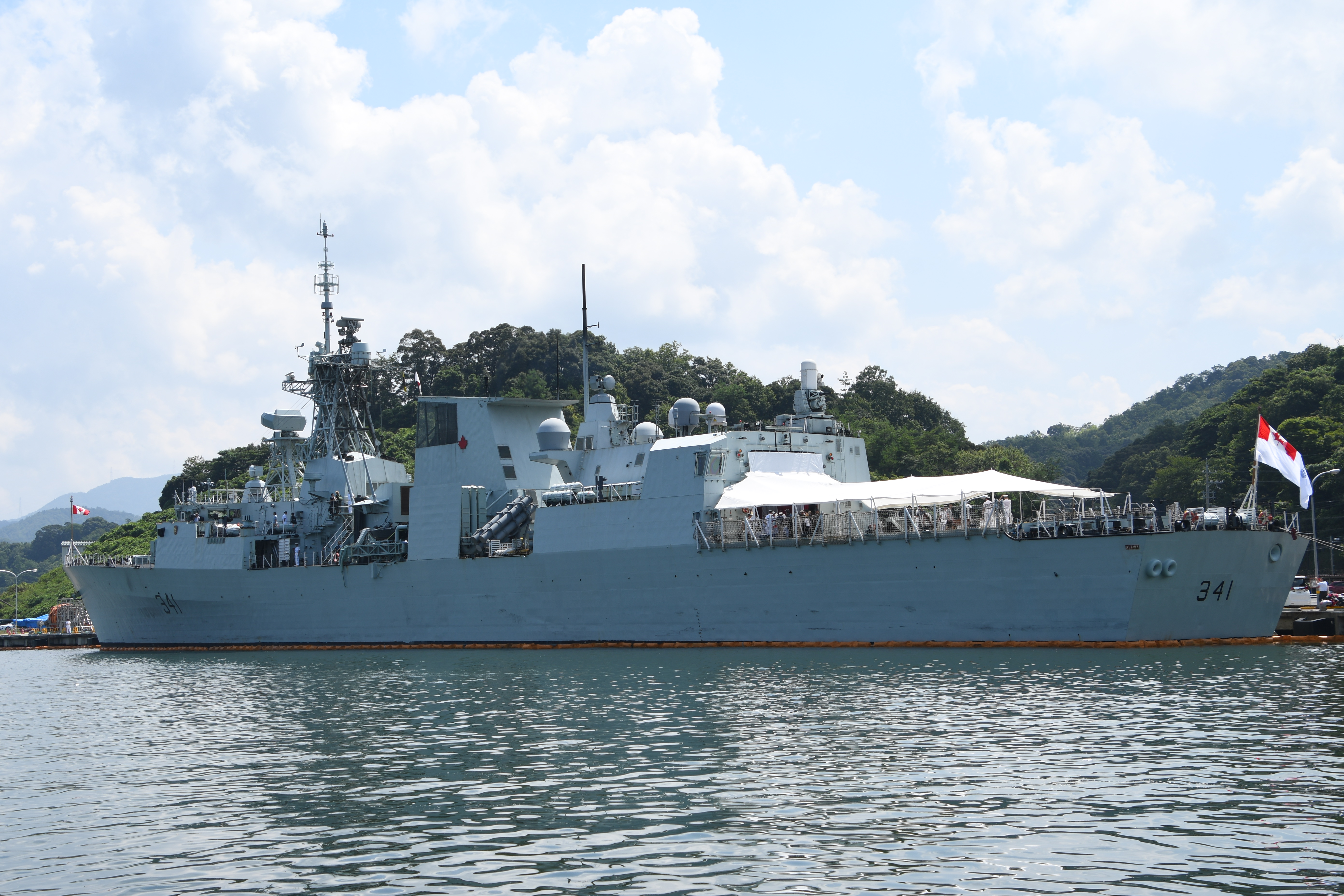
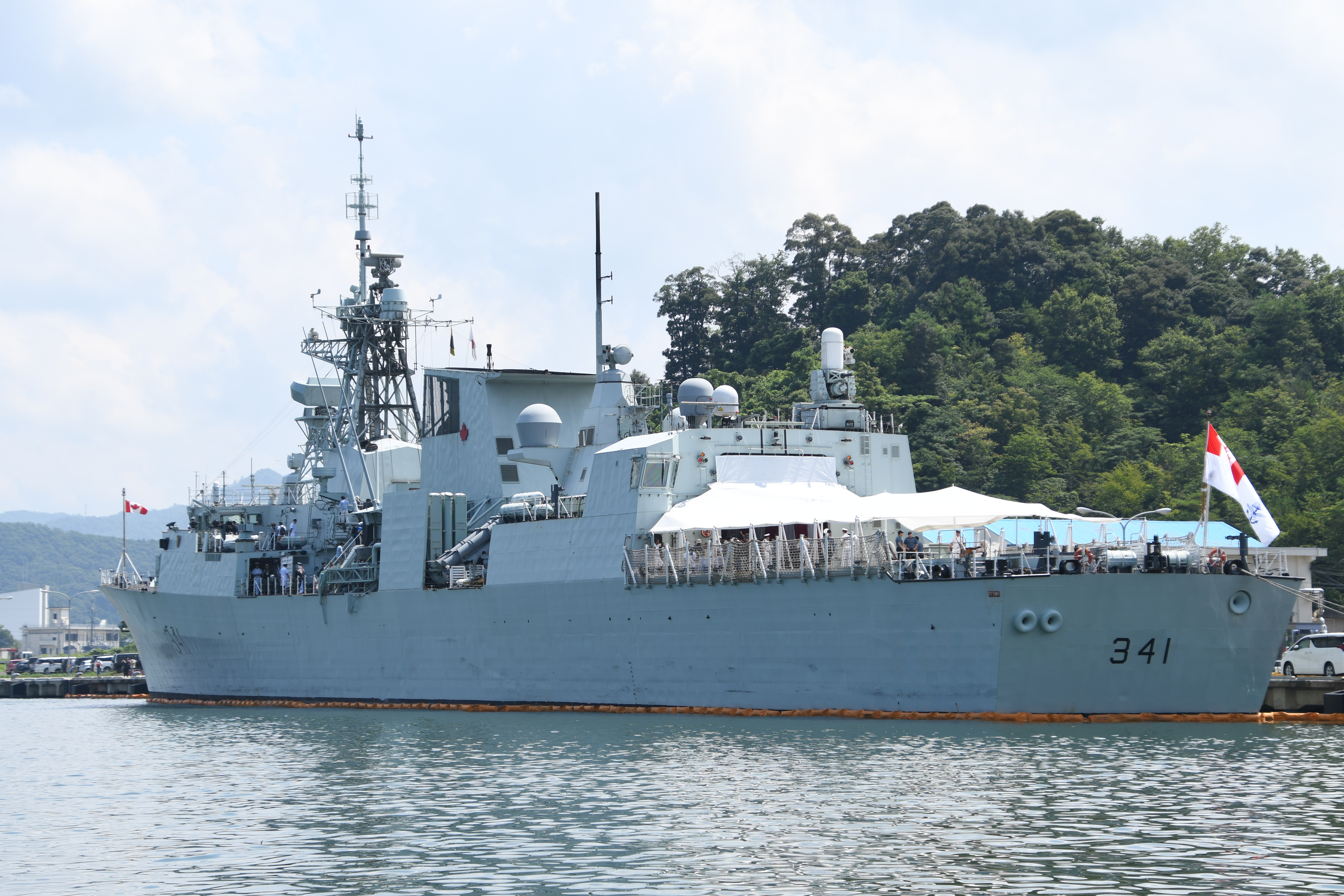

## Výzbroj
Ottawa je vybavena jedním švédským 57mm lodním kanónem Bofors L/70, který může dostřelit až do vzdálenosti 17 km. Dále je fregata vyzbrojena jedním americkým 20mm hlavňovým systémem blízké obrany Phalanx, šesti 12,7mm kulomety M2HB, dvěma čtyřnásobými raketomety Mk 141 pro osm protilodních střel RGM-84 Harpoon, dvěma osminásobnými vertikálními vypouštěcími zařízeními pro šestnáct protiletadlových řízených raket moře-vzduch RIM-162C ESSM, jejichž maximální rychlost je 4krát vyšší než rychlost zvuku a dvěma trojhlavňovými torpédomety Mk 32 pro dvacet čtyři protiponorkových torpéd Mk 46. Ottawa disponuje přistávací plochou pro jeden námořní vrtulník CH-148 Cyclone.